# Martin Homola
Martin Homola (* 28. září 1967 Znojmo) je český fotograf zabývající se sociálním dokumentem, portrétem, reklamou a architekturou.

## Život
Jeho kariéra začala v druhé polovině osmdesátých let, fotografováním muziky a divadla. V prostředí ateliéru fotografie J.Havelky na vinohradské Střední odborné škole výtvarné (tzv. Hollarka) získal Homola řadu přátel a zkušeností. Během revoluce 1989 se stal reportérem Studentských Listů a později fotografem Lidových novin a časopisu Rock & Pop. Později působil jako reportážní fotograf České Tiskové Agentury a šéf fotooddělení časopisu Kinorevue.
Od roku 1997 je na volné noze a pracuje na projektech doma i v zahraničí. Byl jedním z fotografů českého prezidenta Václava Havla a jeho ženy Olgy, fotografoval osobnosti jako např. David Lynch, Suzanne Vega, Jan Pavel II., Rolling Stones nebo Nick Cave.[zdroj?] Spolupracoval opakovaně na kampaních Škoda Auto, Mercedes Benz a Unipetrol.[zdroj?] Jeho fotografie byly použity na obalech hudebních nosičů i v řadě publikací.[zdroj?]
V letech 2015-2018 realizoval dlouhodobý projekt portrétů a sociálního dokumentu s posledními žijícími svědky vyhlazených obcí Lidice a Ležáky z roku 1942, podpořený jejich vzpomínkami. V roce 2018 vydal Homola knižní monografii Domov můj, svědectví portrétu. Další Homolův fotografický cyklus UHLÝ uhlí z let 2018/2019 představil divákům prostředí a fragmenty bývalých důlních zařízení na Kladensku (Důl Michael v Brandýsku a Hornický skanzen Mayrau ve Vinařicích). Název v sobě nese určitou nadsázku a zároveň i okliku[ujasnit] v historii těžby uhlí v regionu, jehož počátky se váží právě k objevení uhlí v roce 1775 v katastru Buštěhradského panství, kde se však nikdy přímo netěžilo.
Homola je držitelem ceny Czech Press Photo. Mimo vlastní zakázky se věnuje fotografickým workshopům pro veřejnost (Camera Obscura, Krajina, Portrét, Reportáž) i pedagogické činnosti.[zdroj?] Je dlouholetým porotcem Mezinárodní dětské výtvarné výstavy v Lidicích.

## Dílo

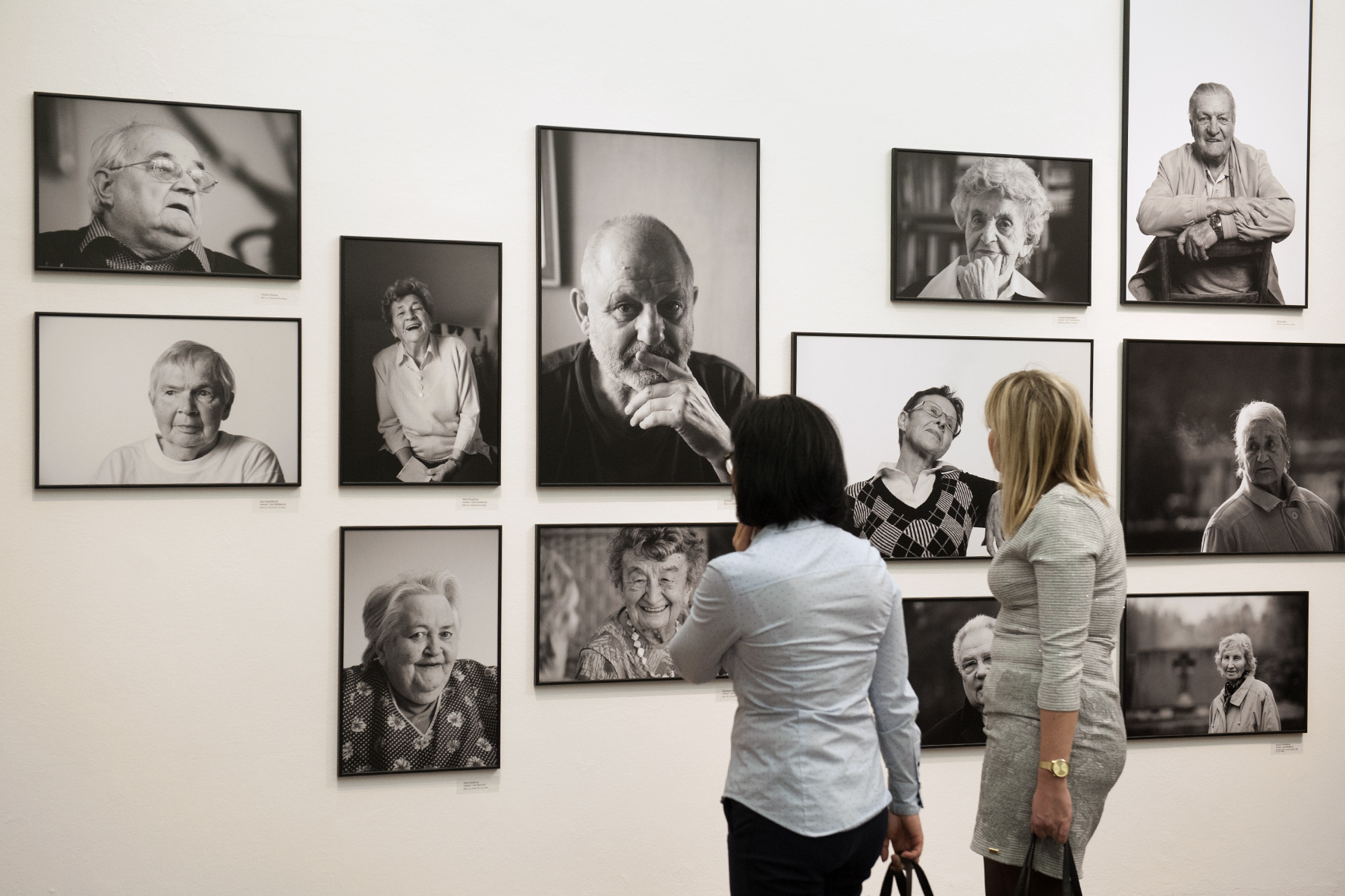

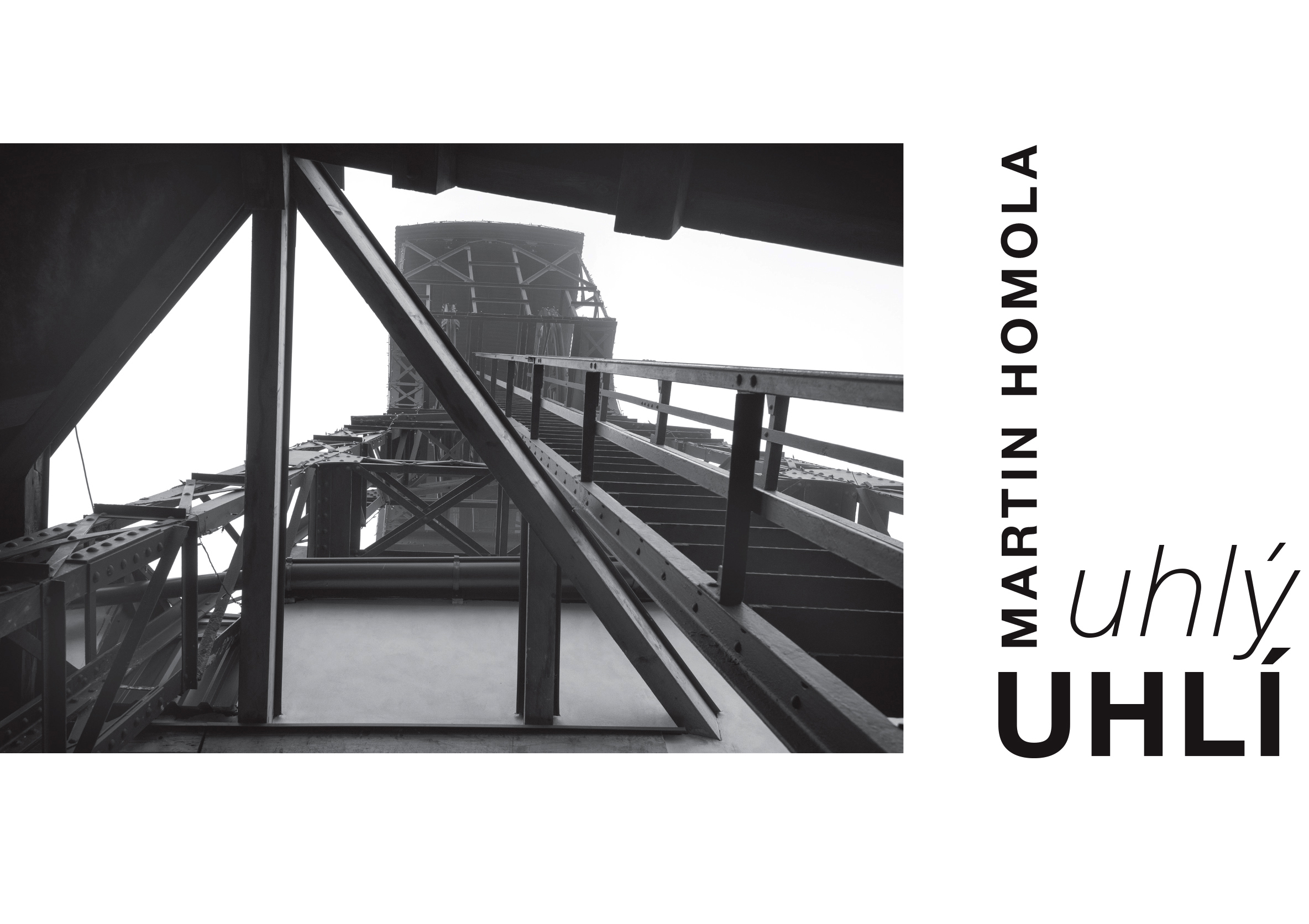

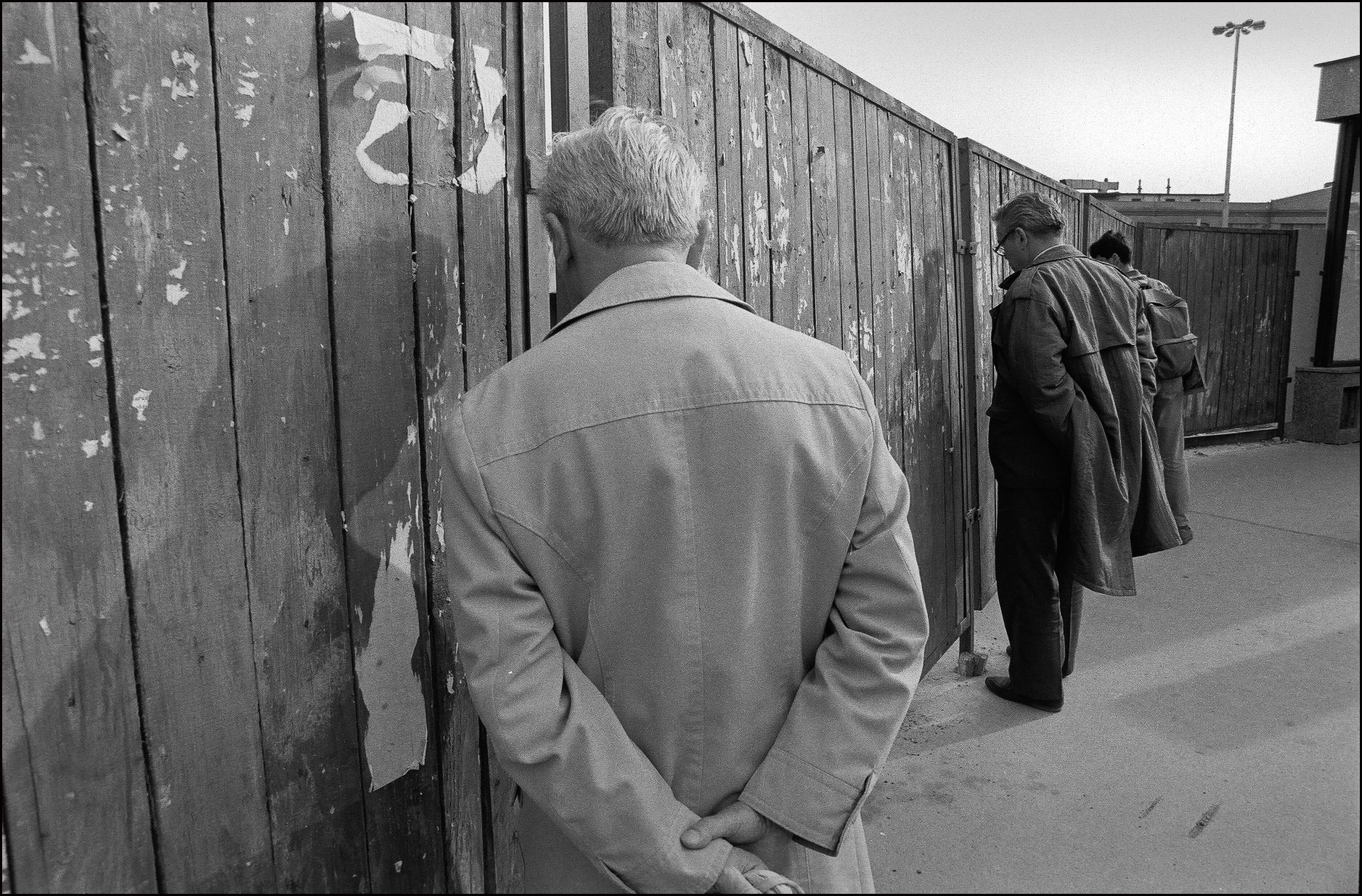

### Výstavy
- 1988 Praha – Valdštejnská zahrada
- 1990 Praha – Klub Futurum
- 1992 Praha – Modrý Pavilon
- 1993 Dobříš – Synagoga
- 1995 Praha – Galerie Ambit Czech Press Photo
- 1996 Kodaň – Ballerup, Dánsko
- 2007 Praha – Staroměstská radnice Czech Press Photo
- 2011 Kladno – Pojišťovna Metal-Aliance
- 2014 Praha – Modřanská Zvonice, společná
- 2016 Lidice – Lidická galerie: Spectaculum, aneb jak se žije umělci (s akad.mal.Michalem Fialou)
- 2018 Lidice – Lidická galerie: Domov můj, svědectví portrétu
- 2019 Jindřichův Hradec – Muzeum fotografie a modern.obraz.medií, Jezuitská kolej
- 2019 Neratovice – KD Neratovice
- 2020 Pardubice – Východočeská galerie, Dům u Jonáše
- 2020 Buštěhrad – Zámek – Uhlý uhlí

### Monografie
- Domov můj, svědectví portrétu

### Publikace
- Most naděje a života
- Tobiáš a divnej svět umění
- Děti pro Lidice
- Remember 1967–2017
- Lidická sbírka
- a další